# ZTT Records

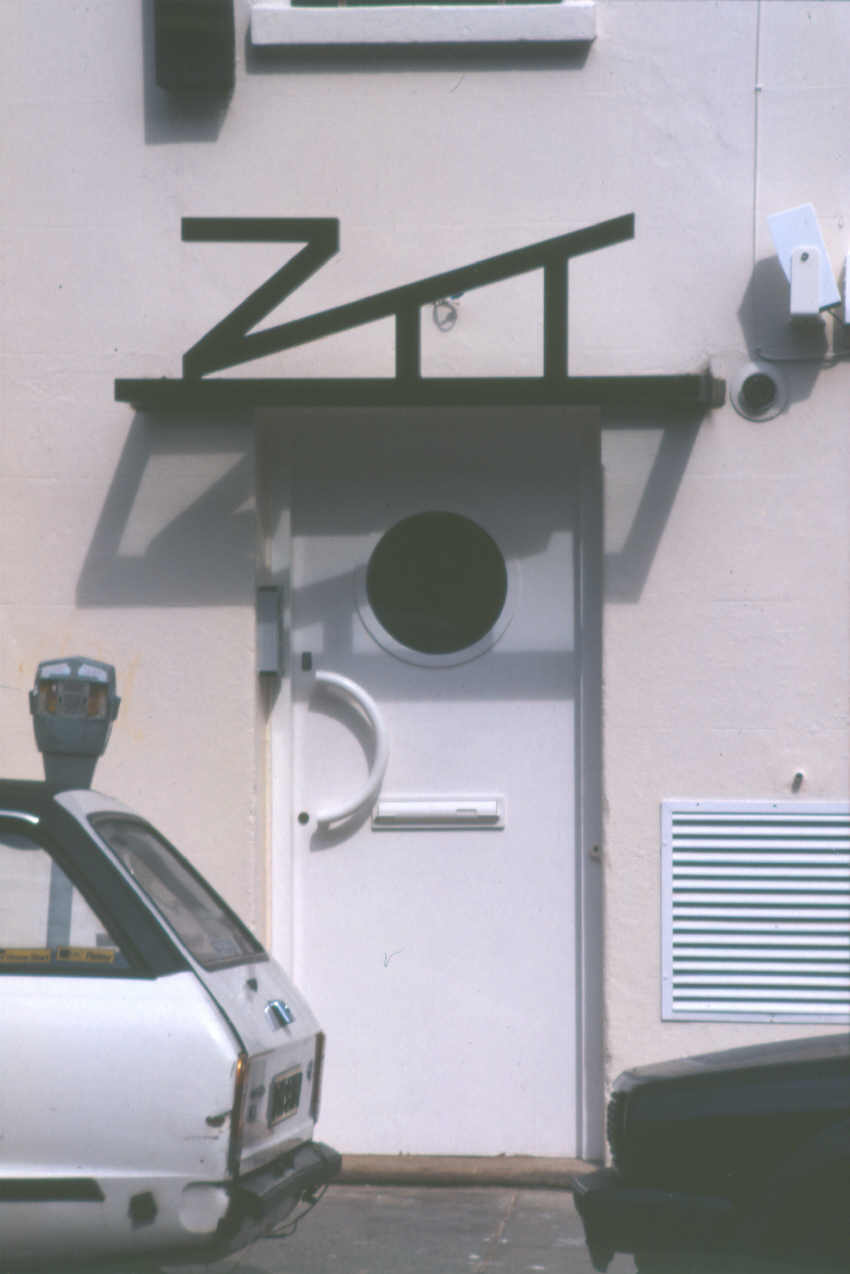
Ingången till ZTT:s kontor, med logotypen ovanför dörren.

ZTT Records är ett brittiskt skivbolag som grundades 1983 av producenten Trevor Horn. De har släppt skivor med bland andra Frankie Goes to Hollywood, Art Of Noise, Propaganda, Seal och Lisa Stansfield.
År 2017 köpte Universal Musics ZTT Records.